# Miltochrista pilcheri
Miltochrista pilcheri là một loài bướm đêm thuộc phân họ Arctiinae, họ Erebidae.